# 施维夫廷
施维夫廷是德国巴伐利亚州的一个市镇。总面积11.45平方公里，总人口895人，其中男性449人，女性446人（2011年12月31日），人口密度78人/平方公里。